# Ayenia cordobensis
Ayenia cordobensis là một loài thực vật có hoa trong họ Cẩm quỳ. Loài này được Hieron. mô tả khoa học đầu tiên năm 1885.